# Ray Lewis
Ray Anthony Lewis (Bartow, 15 maggio 1975) è un ex giocatore di football americano statunitense che ha giocato nel ruolo di inside linebacker per tutta la carriera con i Baltimore Ravens della National Football League. È stato introdotto nella Pro Football Hall of Fame nel 2018. Considerato uno dei migliori linebacker di tutti i tempi, Lewis ha giocato a football all'Università di Miami.
Scelto nel primo giro del Draft NFL 1996 dai Ravens ha giocato per tutta la carriera con la squadra del Maryland, rimanendo alla sua ultima stagione l'ultimo giocatore della stagione inaugurale della franchigia. È stato convocato per tredici Pro Bowl e inserito dieci volte nella formazione ideale della stagione All-Pro dall'Associated Press, Per due volte è stato premiato come difensore dell'anno, nel 2000 e nel 2003, diventando il sesto giocatore a vincere il premio più di una volta. È stato inoltre il secondo linebacker a vincere il premio di MVP del Super Bowl e il primo come membro della squadra vincitrice. Dopo un infortunio al tricipite che gli impedito di giocare la maggior parte della stagione 2012, Lewis aveva annunciato il ritiro a fine stagione, culminata con la vittoria del Super Bowl XLVII, il secondo della carriera.

## Carriera universitaria
Lewis dal 1993 al 1995 giocò con Miami Hurricanes, squadra rappresentativa dell'Università di Miami, decidendo di saltare l'ultimo anno di college dichiarandosi eleggibile per il Draft NFL.
Riconoscimenti vinti:
- First-team All-American (1994 e 1995).
- First-team All-Big East (1994 e 1995).
- Freshman All-American (1993).

## Carriera professionistica

### Baltimore Ravens
Lewis era classificato come il miglior inside linebacker del Draft 1996, venendo alla fine scelto come 26º assoluto dai Baltimore Ravens. Debuttò nella NFL il 1º settembre 1996 contro gli Oakland Raiders indossando la maglia numero 52. A fine stagione fu inserito nella formazione ideale dei rookie da USA Today dopo aver guidato i Ravens in tackle (110) oltre ad aver messo a segno 2,5 sack, 6 passaggi deviati e un intercetto.

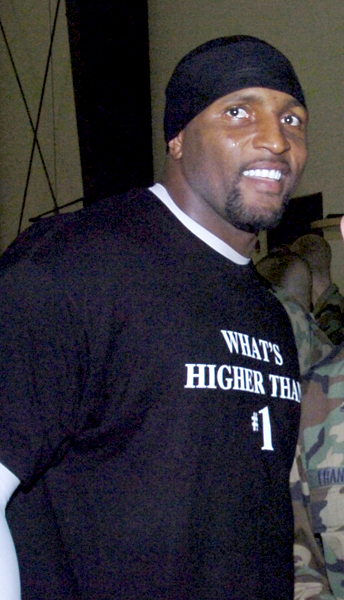
Ray Lewis nel 2007

Lewis guidò la NFL con 184 tackle nel 1997, guadagnando la prima convocazione per il Pro Bowl alla fine della stagione. Inoltre, Lewis totalizzò 4 sack, un intercetto, un fumble forzato, un fumble recuperato e 11 passaggi deviati.
Nel 1998, Lewis ottenne la sua seconda convocazione per il Pro Bowl dopo aver fatto registrare 120 tackle, 3 sack, 2 intercetti, un fumble forzato, e 7 passaggi deviati, guidando i Ravens in tackle per la terza stagione consecutiva. Fu inoltre inserito nella formazione ideale della stagione All-Pro da The Sporting News. In quella che si rivelò l'ultima gara della carriera del running back Hall of Famer Barry Sanders, Lewis e il resto della difesa dei Ravens lo tennero a sole 41 yard corse.
Nel 1999, Lewis guidò la NFL in tackle con 168. Fu convocato per il terzo Pro Bowl consecutivo e inserito nel First-Team All-Pro. Inoltre egli totalizzò 3,5 sack, 3 intercetti, 8 passaggi deviati, una safety e un fumble forzato. Lewis vinse anche il premio di linebacker dell'anno assegnato dall'associazione NFL Alumni.
Nel 2000, Lewis guidò la difesa a stabilire il primato per il minor numero di punti subiti in un campionato a 16 turni (165) e anche il record per il minor numero di yard concesse su corsa (970). Il reparto terminò primo nella lega in sei diverse categorie difensive. Lewis vinse il premio di MVP del Super Bowl XXXV, quello di difensore dell'anno della NFL, fu unanimente inserito nella formazione ideale della stagione e ancora una volta nominato titolare nel Pro Bowl. Con 137 tackle guidò ancora i Ravens nella stagione regolare oltre ad aggiungere 2 intercetti, nove passaggi deviati un fumble recuperato e un touchdown nella vincente corsa nei playoff della franchigia.
Nel 2001, Lewis fu convocato per il quinto Pro Bowl consecutivo guidando la NFL in tackle con 162 e venendo ancora selezionato per il First-team All-Pro. Lewis segnò un touchdown nel Pro Bowl 2002. Nelle due gare di playoff dei Ravens, Lewis totalizzò 17 tackle, 3 fumble forzati e un passaggio deviato.
Nel 2002, Lewis disputò solo cinque gare a causa di un infortunio alla spalla ma riuscì comunque a classificarsi al quinto posto nella squadra con 58 tackle. In aggiunta, Lewis totalizzò due intercetti, due passaggi deviati, un fumble forzato e uno recuperato. Lewis vinse il premio di difensore della settimana della AFC dopo la gara della settimana 4 contro i Denver Broncos in cui mise a segno 18 tackle (11 solitari), due passaggi deviati e un intercetto nel Monday Night Football. Dopo essere stato convocato per il Pro Bowl per 5 stagioni consecutive (1997–2001), la striscia di Lewis si fermò a causa del suddetto infortunio. In sua assenza, la difesa dei Baltimore Ravens si classificò al 19º posto per punti subiti.
Lewis fu il giocatore più votato per far parte dell'All-Pro team del 2003, guadagnando 49 voti su 50. Inoltre fu premiato come difensore dell'anno della NFL e come linebacker dell'anno dalla fondazione NFL Alumni, terminando con 161 tackle, 1,5 sack, 6 intercetti, 2 fumble forzati, 2 fumble recuperati, 14 passaggi deviati e 1 touchdown. A novembre fu votato come difensore del mese e come difensore della AFC della settimana dopo la sua prestazione da 15 tackle e un intercetto contro i Pittsburgh Steelers nella settimana 17. Nei playoff, Lewis totalizzò 17 tackle.
Nel 2004, Lewis fu inserito ancora nel First-team All Pro terminando con 146 tackle totali , 1 sack, 2 fumble recuperati, 1 fumble forzato e 6 passaggi deviati.

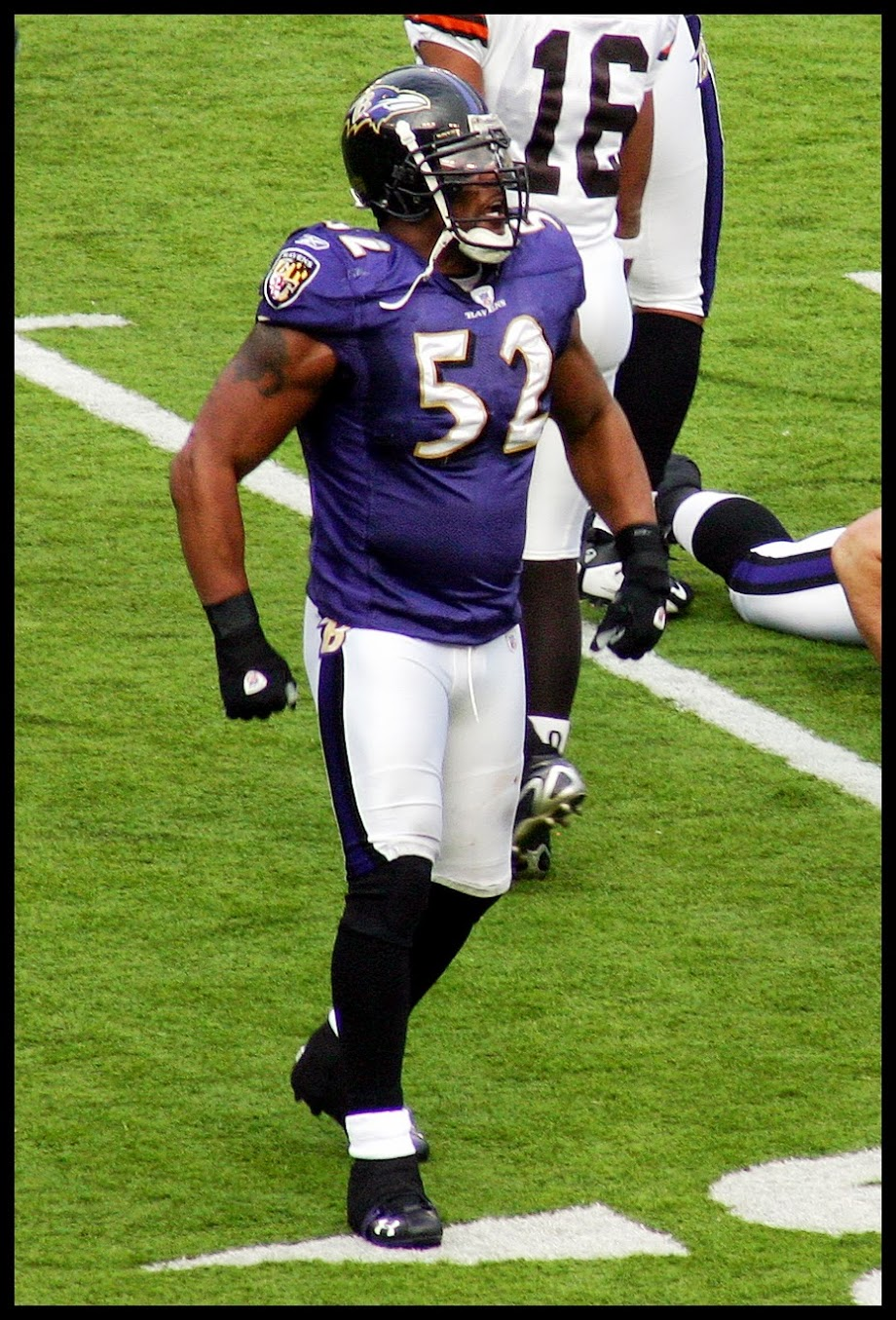
Lewis nel 2007.

La stagione 2005 del giocatore fu accorciata a causa di un infortunio subito nella settimana 6. Fu inserito in lista infortunati dopo la settimana 8, terminando con 46 tackle, un sack, un intercetto, 2 passaggi deviati e un fumble recuperato nelle prime sei gare.
Nel 2006, Lewis guidò la difesa dei Ravens a classificarsi prima in 14 diverse categorie, incluse yard totali concesse, punti subiti a partita e intercetti. I Ravens terminarono anche secondi in sack, palle perse forzate e yard concesse su corsa. Lewis saltò due gare per infortunio ma fece registrare comunque 103 tackle, un primato personale di cinque sack, due intercetti e otto passaggi deviati in 14 partite. I Ravens concessero solo una volta a un giocatore di correre 100 yard durante le 14 partite di Ray. Lewis fu convocato per il Pro Bowl, dovendo rinunciarvi a causa di un infortunio, e terminò quinto nelle votazioni di difensore dell'anno.
Malgrado la mediocre stagione dei Ravens nel 2007, Lewis guidò ancora la squadra in tackle, venendo convocato per il nono Pro Bowl in dodici anni di carriera. La sua stagione terminò con 120 tackle, 2 sack, 2 fumble forzati, 1 fumble recuperato, 10 passaggi deviati, 2 intercetti e 1 touchdown.
Nel 2008, Lewis guidò Baltimore alla finale della AFC totalizzando 117 tackle, 3,5 sack e 3 intercetti. Fu nominato titolare per il Pro Bowl (il suo decimo) e inserito nel First-team Team All-Pro per la sesta volta. Nei playoff, Lewis totalizzò 29 tackle, 2 fumble forzati e un passaggio deviato in tre gare. A fine anno, Lewis divenne un unrestricted free agent ma decise di rimanere ai Baltimore Ravens per completare la sua carriera. Il contratto che firmò fu fino al 2015 (inclusi due anni opzionali).

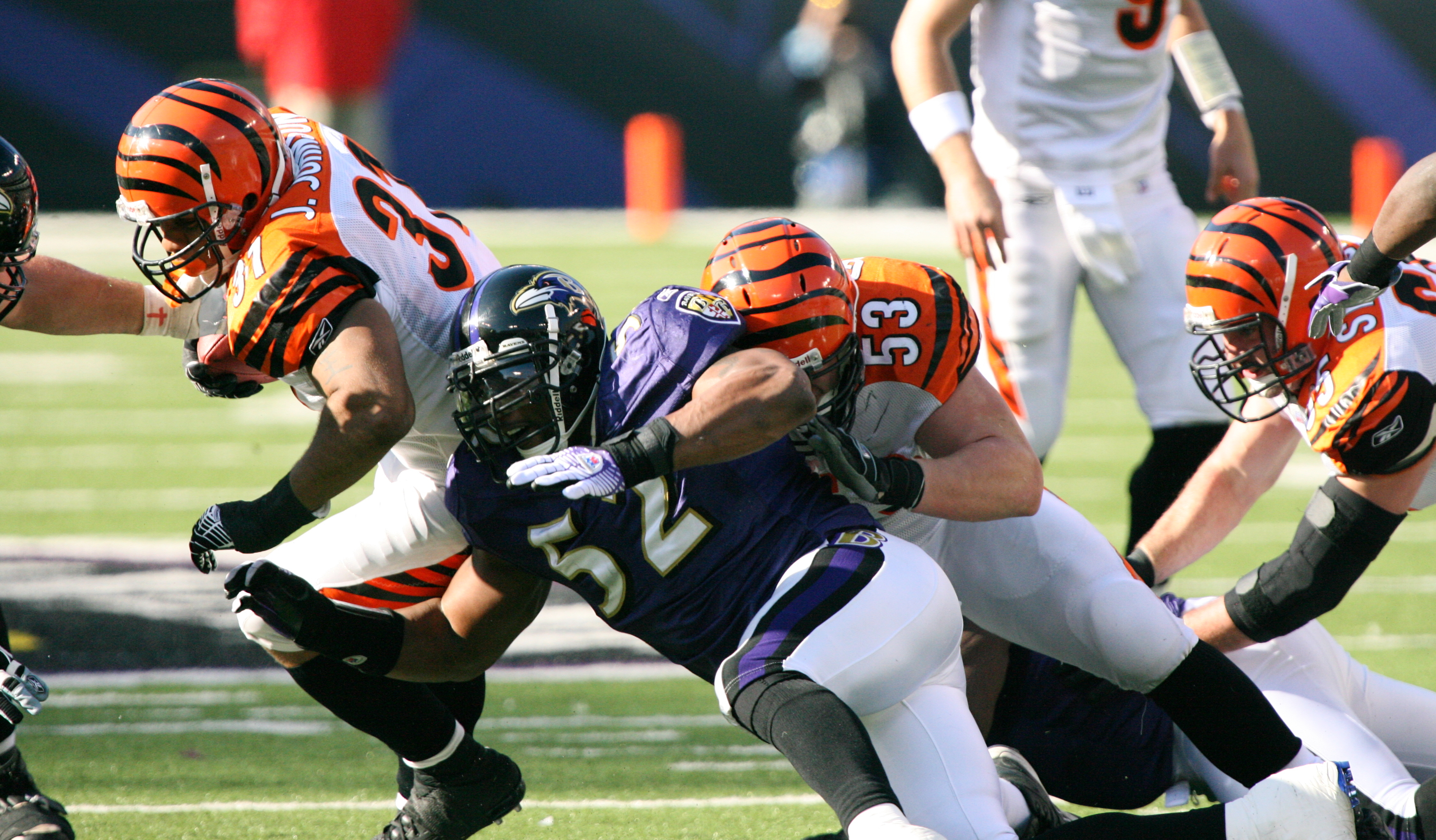
Ray Lewis (numero 52) nel 2006 contro i Cincinnati Bengals.

Nel 2009, Lewis fu ancora una volta inserito nella formazione ideale della stagione e convocato per il suo undicesimo Pro Bowl, guidando la AFC con 134 tackle quell'anno. Nel settembre 2009 la rivista The Sporting News lo inserì nella sua formazione ideale del decennio. Nella gara della settimana 2 contro i San Diego Chargers, Lewis mise a segnò il tackle che salvò il risultato della partita su Darren Sproles. A fine gara, Ray affermò che quello era stato il miglior tackle della sua carriera.
Nel 2010 il giocatore fu inserito nel Second-team All-Pro e convocato per il dodicesimo Pro Bowl, concludendo con 139 tackle, 2 sack e 2 intercetti. Domenica 21 novembre 2010, Lewis divenne solamente il secondo giocatore nella storia della NFL a raggiungere quota 30 intercetti e 30 sack in carriera (insieme a Rodney Harrison). Inoltre fu il più veloce giocatore (204 partite) a compiere quell'impresa.
Nella stagione 2011, Lewis fu convocato per il suo tredicesimo e ultimo Pro Bowl. guidando i Ravens con 95 tackle malgrado l'aver perso 4 gare per infortunio. Il 16 ottobre 2011, Lewis divenne l'unico giocatore della storia della NFL a far registrare almeno 40 sack e 30 intercetti in carriera. I Ravens avanzarono ancora fino alla finale della AFC ma furono sconfitti dai New England Patriots dopo aver sbagliato il field goal del potenziale pareggio mentre il tempo sul cronometro andava esaurendosi.

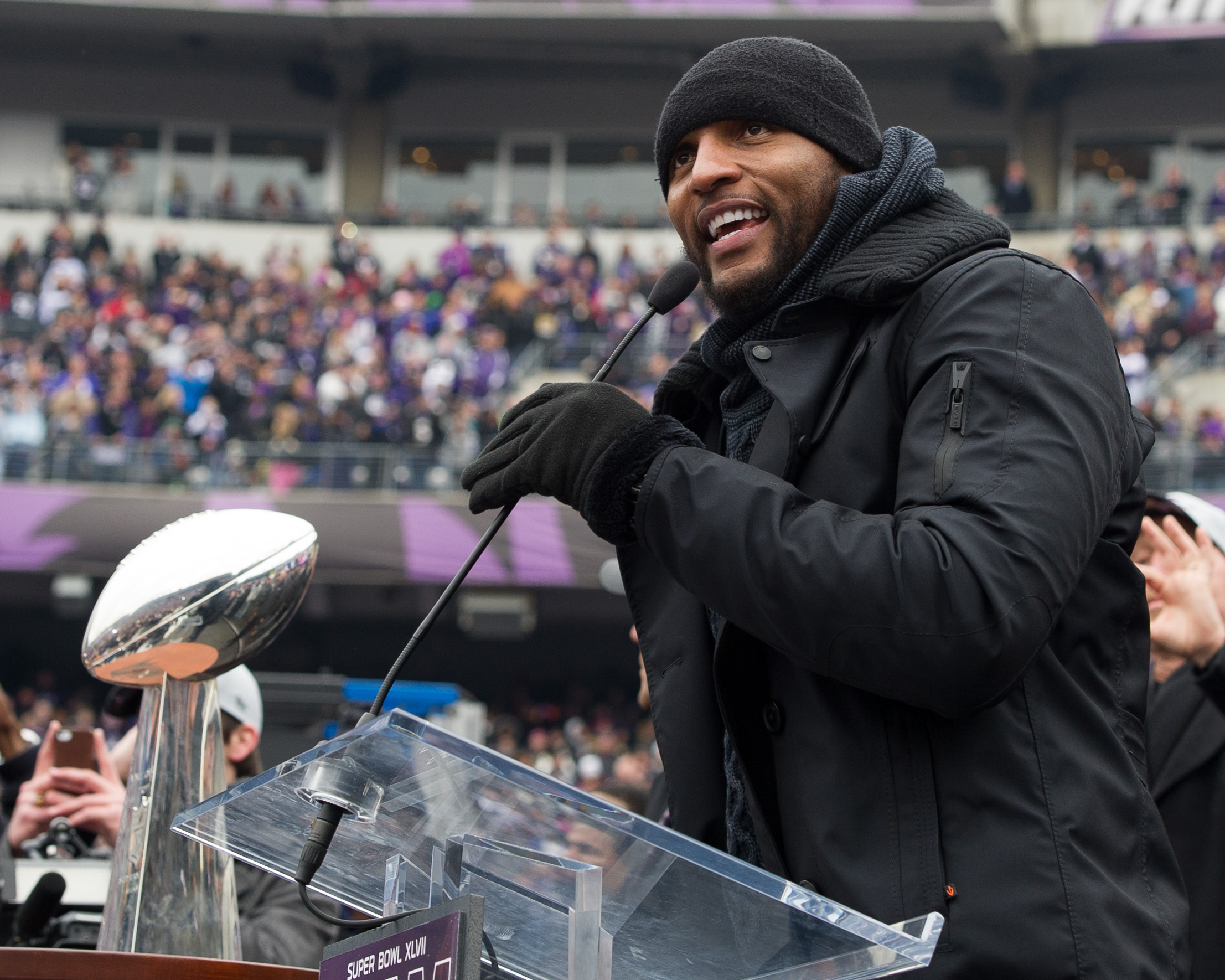
Lewis il 5 febbraio 2013 a Baltimora nei festeggiamenti per la vittoria del Super Bowl.

Lewis si ruppe un tricipite il 14 ottobre 2012 durante una gara contro i Dallas Cowboys, dovendo ricorrere a un intervento chirurgico tre giorni dopo. Senza di lui i Ravens conquistarono comunque il secondo titolo di division consecutivo, qualificandosi per il primo turno di playoff contro gli Indianapolis Colts. Il 2 gennaio 2013. Lewis annunciò la sua intenzione di ritirarsi alla fine dei playoff. Tornò dopo lo stop nel turno delle wild card contro i Colts in quella che sarebbe stata la sua ultima gara nel "suo" stadio a Baltimore. Grazie alla sua presenza, la difesa dei Ravens tornò a brillare e con 13 tackle messi a segnò da Ray si classificò per il turno successivo.
Il 12 gennaio 2013, in uno Sports Authority Field at Mile High congelato, andò in scena una delle partite più memorabili della storia dei playoff NFL. Contro i Denver Broncos, sotto di sette punti a un minuto dal termine, i Ravens riuscirono prima a impattare la gara e poi a vincere grazie a un field goal dopo due tempi supplementari, con Lewis che mise a segno ben 17 tackle. Nella finale della AFC Baltimore batté in trasferta i Patriots qualificandosi per il secondo Super Bowl della storia della franchigia. Lewis con altri 14 tackle si portò a un totale di 44 nelle tre gare di playoff.
Il 3 febbraio 2013, nell'ultima gara della carriera, il Super Bowl XLVII contro i San Francisco 49ers, Ray Lewis contribuì con 7 tackle al secondo titolo della storia dei Ravens, concludendo nel miglior modo possibile una carriera leggendaria.

## Palmarès

### Franchigia
- Super Bowl : 2

Baltimore Ravens: Super Bowl XXXV, Super Bowl XLVII
- American Football Conference Championship: 2

Baltimore Ravens: 2000, 2012

### Individuale
- MVP del Super Bowl: 1

2000
- Miglior difensore dell'anno della NFL: 2

2000, 2003
- Convocazioni al Pro Bowl: 13

1997, 1998, 1999, 2000, 2001, 2002, 2003, 2004, 2006, 2007, 2008, 2009, 2010, 2011
- First-Team All-Pro: 7

1999, 2000, 2001, 2003, 2004, 2008, 2009
- Second-Team All-Pro: 3

1997, 1998, 2010
- Linebacker dell'anno: 2

1999, 2003
- Formazione ideale della NFL degli anni 2000
- Formazione ideale del 100º anniversario della National Football League
- Classificato al #18 tra i migliori cento giocatori di tutti i tempi da NFL.com
- Pro Football Hall of Fame (classe del 2018)

## Statistiche
| Statistiche in carriera | Statistiche in carriera | Statistiche in carriera | Tackle | Tackle | Tackle | Sack | Sack | Intercetti | Intercetti | Intercetti | Altro  | Altro | Altro | Altro | Altro  |
| Anno                    | Squadra                 | Gare                    | Sol    | Ass    | Tot    | Sack | Y P. | Int        | Yard       | TD Int     | TD Dev | Fum F | F Rec | PD    | Safety |
| ----------------------- | ----------------------- | ----------------------- | ------ | ------ | ------ | ---- | ---- | ---------- | ---------- | ---------- | ------ | ----- | ----- | ----- | ------ |
| 1996                    | Baltimore Ravens        | 14                      | 95     | 15     | 110    | 2.5  | 9    | 1          | 0          | 0          | 0      | 0     | 0     | 5     | 0      |
| 1997                    | Baltimore Ravens        | 16                      | 156    | 28     | 184    | 4.0  | 27   | 1          | 18         | 0          | 0      | 1     | 1     | 10    | 0      |
| 1998                    | Baltimore Ravens        | 14                      | 101    | 19     | 120    | 3.0  | 14   | 2          | 25         | 0          | 0      | 1     | 0     | 7     | 0      |
| 1999                    | Baltimore Ravens        | 16                      | 131    | 37     | 168    | 3.5  | 21   | 3          | 97         | 0          | 0      | 0     | 0     | 8     | 1      |
| 2000                    | Baltimore Ravens        | 16                      | 108    | 30     | 138    | 3.0  | 33   | 2          | 1          | 0          | 0      | 0     | 3     | 6     | 0      |
| 2001                    | Baltimore Ravens        | 16                      | 114    | 48     | 162    | 3.5  | 26   | 3          | 115        | 0          | 0      | 1     | 1     | 10    | 0      |
| 2002                    | Baltimore Ravens        | 5                       | 43     | 15     | 58     | 0.0  | 0    | 2          | 4          | 0          | 0      | 1     | 1     | 3     | 0      |
| 2003                    | Baltimore Ravens        | 16                      | 121    | 42     | 163    | 1.5  | 11   | 6          | 99         | 1          | 1      | 2     | 2     | 14    | 0      |
| 2004                    | Baltimore Ravens        | 15                      | 101    | 46     | 147    | 1.0  | 9    | 0          | 0          | 0          | 0      | 1     | 2     | 6     | 0      |
| 2005                    | Baltimore Ravens        | 6                       | 38     | 8      | 46     | 1.0  | 1    | 1          | 0          | 0          | 0      | 0     | 1     | 2     | 0      |
| 2006                    | Baltimore Ravens        | 14                      | 80     | 23     | 103    | 5.0  | 37   | 2          | 27         | 0          | 0      | 1     | 1     | 8     | 0      |
| 2007                    | Baltimore Ravens        | 14                      | 83     | 38     | 121    | 2.0  | 7    | 2          | 35         | 1          | 1      | 2     | 1     | 10    | 0      |
| 2008                    | Baltimore Ravens        | 16                      | 84     | 33     | 117    | 3.5  | 33   | 3          | 43         | 0          | 0      | 2     | 2     | 9     | 0      |
| 2009                    | Baltimore Ravens        | 16                      | 94     | 39     | 133    | 3.0  | 16   | 0          | 9          | 0          | 0      | 2     | 1     | 7     | 0      |
| 2010                    | Baltimore Ravens        | 16                      | 102    | 37     | 139    | 2.0  | 8    | 2          | 26         | 1          | 1      | 2     | 3     | 4     | 0      |
| 2011                    | Baltimore Ravens        | 12                      | 72     | 23     | 95     | 2    | 16   | 1          | 4          | 0          | 0      | 2     | 0     | 7     | 0      |
| 2012                    | Baltimore Ravens        | 6                       | 44     | 13     | 57     | 1    | 0    | 0          | 0          | 0          | 0      | 1     | 1     | 1     | 0      |
| Carriera                |                         | 228                     | 1567   | 494    | 2061   | 41.5 | 266  | 31         | 503        | 3          | 3      | 19    | 20    | 117   | 1      |
| Playoff                 |                         | 21                      | 135    | 79     | 214    | 2.0  | 17   | 2          | 54         | 1          | 1      | 6     | 1     | 15    | 0      |

Fonte, Consultato il 25 gennaio 2011
Fonte Archiviato il 27 dicembre 2011 in Internet Archive., Consultato il 27 dicembre 2011
Fonte, Consultato il 27 dicembre 2011